# 水中モーター

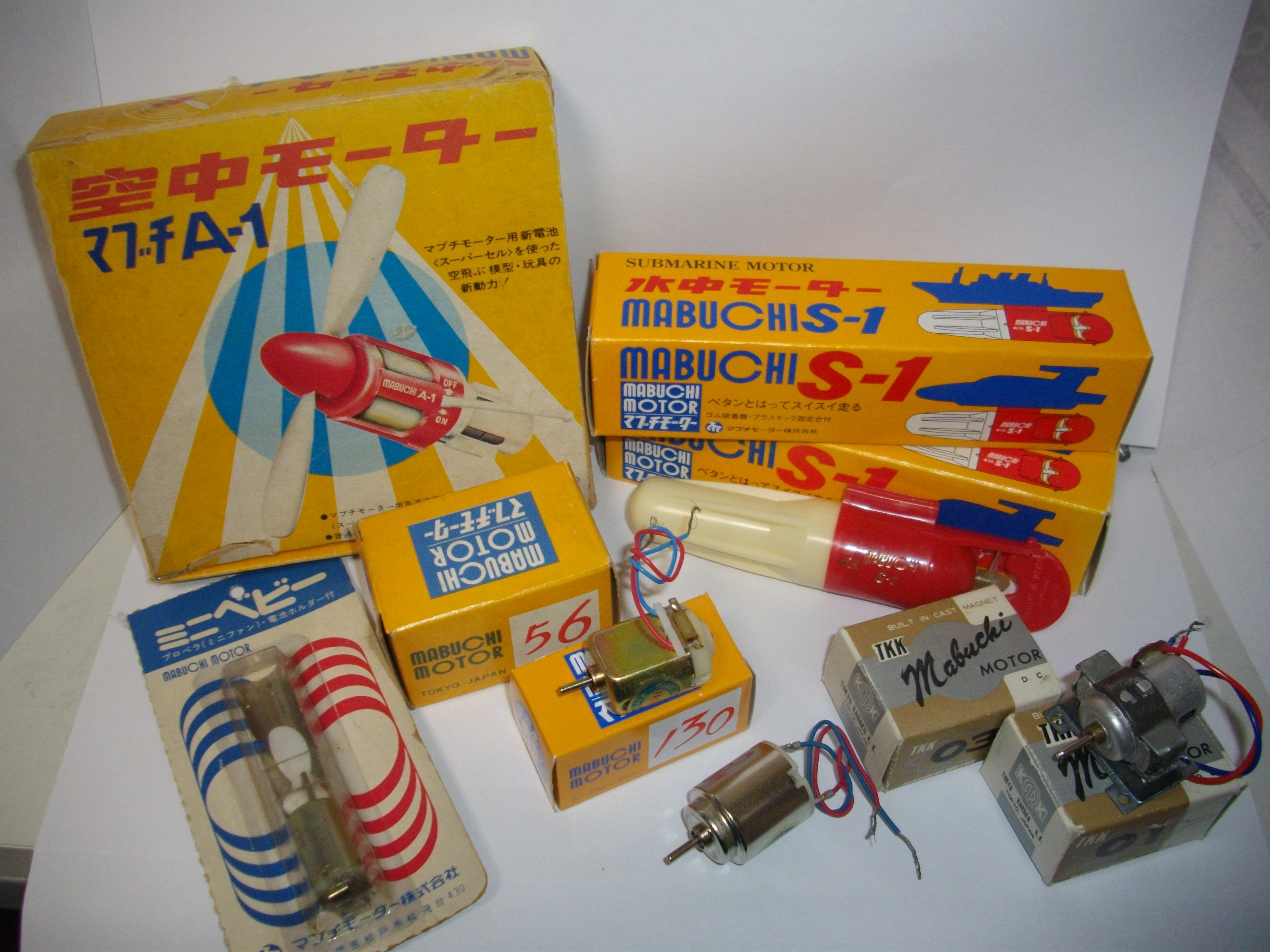
マブチモーターの模型用電動機製品
右上が水中モーター(S-1)とそのパッケージ

水中モーター（すいちゅうモーター）とは、以下のような模型用防水モーターである。
1. マブチモーターが1967年に発売した模型用モーター(S-1)。
2. タミヤより｢楽しい工作シリーズ」として発売されている上記の復刻版。

## 概要
水中モーターは、模型用モーターで成功を収めたマブチモーターがかつて販売していた、水中で動作するモーターと乾電池ボックス、スクリューと舵、模型に取り付けるための吸盤と挿し込み式のマウントなどからなる玩具である。簡単に使えて色々な楽しみ方があるため、発売当初より当時の子供らに絶大な支持を受け、ヒット商品となった。
単体および模型の付属品として長く販売されていたが、子供の遊びの中で「風呂場や池に浮かせて遊ぶプラモデル」のような玩具が廃れるにつれ、1997年には一旦製造中止となっている。しかし往年の工作少年であった中年層などよりの再発売を望む声もあったようで、5年後の2002年にタミヤから「楽しい工作シリーズ」の製品として復刻された。船体付きやフロート付きの製品も追加されている。
タミヤ版は製造用の金型をマブチモーターより譲り受けて生産されているが、モーター部のケースと一体であった舵部分が取り外し可能になっているなど、いくつかの変更点がある。また、マブチモーター版は完成品として販売されていたが、タミヤ版はプラモデル化されており、組み立てる必要がある。
また、2003年に発売されたタカラトミー製の浴玩「世界の艦船」には独自に開発された、極小の水中モーターが付属している。
用途について統計的なデータはないが、取り付けた玩具を銭湯や池などの施設に持ち込んで遊んだ例や、夏休みの模型工作に使用した例などが、諸媒体で語られている。
マブチ製の姉妹品として、専用充電池を使う「空中モーター」マブチA-1も存在した。

### 色
発売当初の水中モーターは、青と白のツートンカラーだった。1971年にはモーター部が赤で電池ボックス部が白という一般に良く知られた色となった。模型付属品には全体が灰色のものもあった。
タミヤ版ではモーター部および電池ボックス部が黄色で、外部部品が青となっている。

## 構造・使い方
模型に付けるのが一般的だが、水に浮くものなら洗面器や空き缶（→缶詰）など様々な物品に取り付けても、水上移動をさせることができた。なお単体では水に沈んで水底を転がりまわるだけとなる。船の模型のバラストにもなる重量があるためである（→浮力）。
このモーターは電池ボックス部とモーター部が密閉カプセル状となっており、単三乾電池一本を電源としてスクリューを回転させる。本体自身がスイッチであり、電池ボックス部分をひねることで内部の電極が接触し電源が入る。
単純な構造で、故障する部分も少ないため、メンテナンスは容易である。遊んだ後は電池ボックスのキャップを外して保管しておけば、中に水が侵入していても自然乾燥する。水中に露出しているモーター軸受け部分に適時グリースを塗布することで長く遊ぶことができる。

## その他
国内のロックバンド、くるりの楽曲に、同名のものがある。歌詞に登場する水中モーターの色は赤であり、1971年から生産されていたものをテーマにしていると思われる。
1980年代のレゴ船シリーズにおいて、説明書に他社製水中モーターが取り付けられる旨の文と共に白抜きになった水中モーターの像が描かれている。